# Beekdal

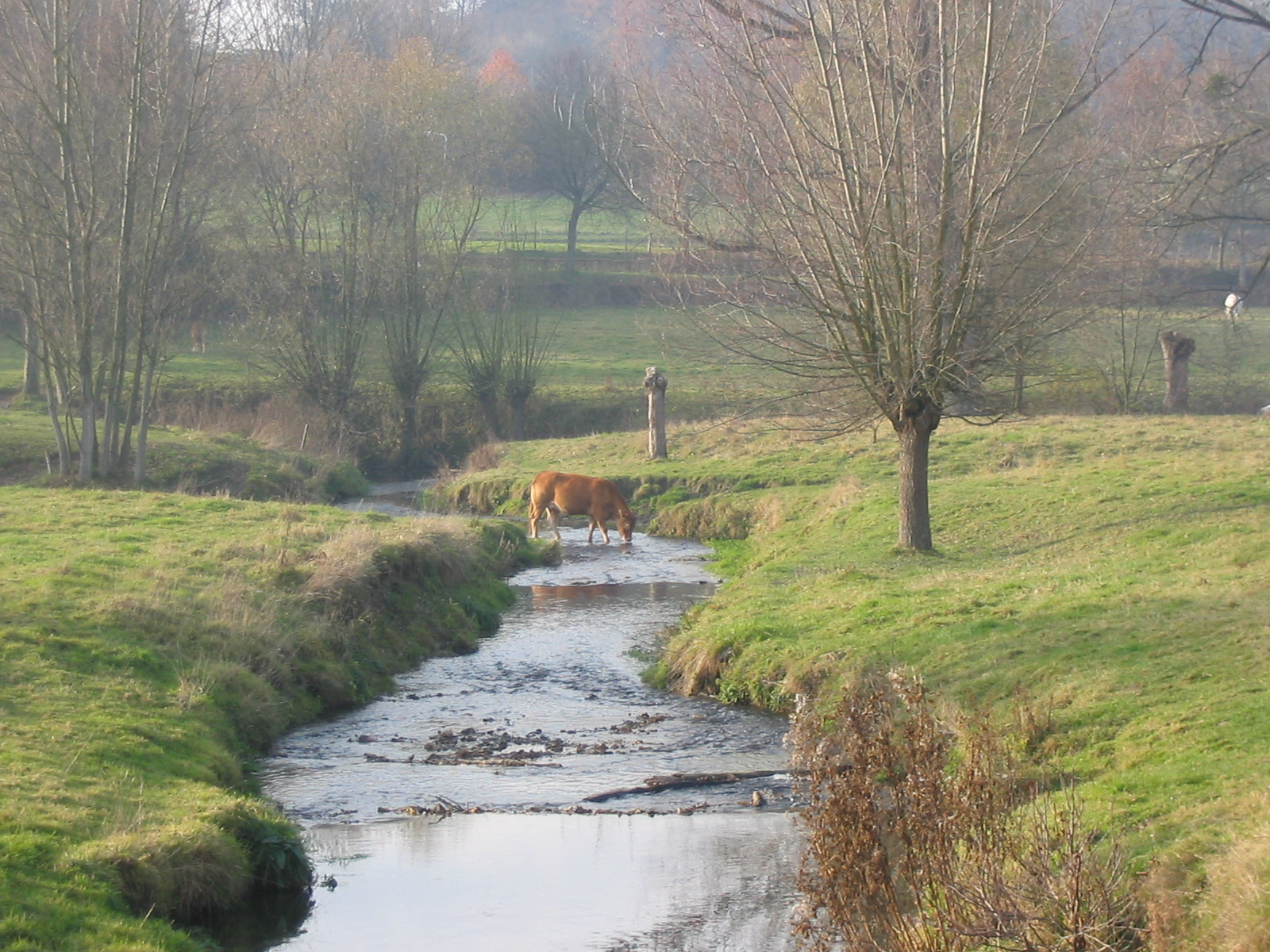
beekdal van de Gulp

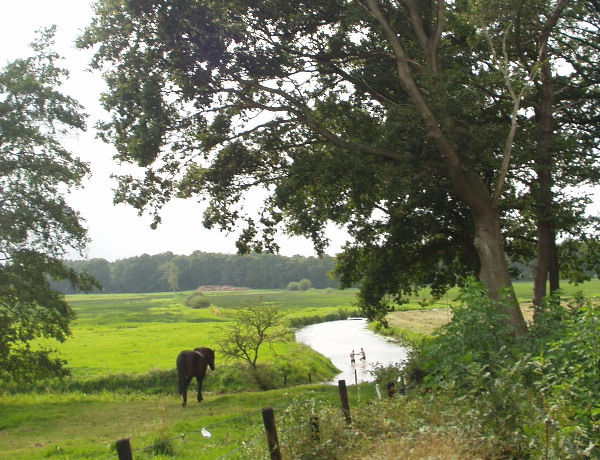
beekdal van de Drentsche Aa

Een beekdal is een lager gelegen dal in een dekzandgebied waardoor een beek stroomt. In de Nederlandse zandgebieden komt dit landschapstype algemeen voor, daarbuiten is het vrij zeldzaam en dan nog alleen in de Noordwest-Europese laagvlakte.
Dit soort dalen dient te worden onderscheiden van rivierdalen, hetgeen mogelijk is aan de hand van het bodemtype. Beekdalen hellen normaliter in de richting van de beek, doch er kunnen ook kleine dekzandkopjes in voorkomen. Deze kopjes zijn vaak belangrijke archeologische vindplaatsen uit de steentijd.
beekdal · doorbraakdal · droogdal · fjord · hangend dal · kloof · reculée · ría · riftvallei · rivierdal · trogdal · V-dal · wadi